# كريغتون ميلر
كريغتون ميلر (بالإنجليزية: Creighton Miller)‏ هو محامي أمريكي، ولد في 26 سبتمبر 1922 في كليفلاند في الولايات المتحدة، وتوفي في 25 مايو 2002 في شاكير هايتس في الولايات المتحدة.